# Gud (monoteistisk)
 For alternative betydninger, se Gud. (Se også artikler, som begynder med Gud)
Gud er i jødedommen, kristendommen og islam himlens og jordens skaber og verdens herre. I den hebraiske bible Tanakh (af kristne kaldet Det Gamle Testamente omtales Gud også som Jahve eller Jehova. Gud er egentlig en titel og ikke et egennavn, selv om det opfattes som sådan af mange, hvorimod Jahve eller Jehova er den bibelske guds egennavn. I Koranen bruges både betegnelsen Gud og Allah, hvor sidstnævnte er det arabiske ord for Gud (bogstaveligt "Guden", som udledt fra den bestemte artikel al-).
Gud betegnes også som Herren. I danske oversættelser af Det Gamle Testamente er "Herren" en oversættelse af et af de hebraiske navne יהוה (JHVH; mulig udtale: Jahveh) eller אֲדֹנָי (Adonaj), og i Det Nye Testamente er det en oversættelse af det græske Κύριος (Kyrios). Historisk set er navnet JHVH i Det Gamle Testamente på dansk blevet oversat med "Herre" og "Herren" fordi man i perioden for Jerusalems Andet Tempel besluttede at forbyde fuldstændigt at udtale Guds navn (JHVH), af frygt for at komme til, selv ved et uheld, at tage navnet på forkert måde og dermed gøre Gud vred, og med tiden blev navnet hvor det optræder i teksten i jødernes bibel ("den masoretiske tekst"), tilføjet vokalpunkterne for "Adonaj" eller "Elohim" (alt efter konteksten), som en indikation til i stedet at udtale disse ord. Dog står navnet JHVH stadig skrevet i jødiske bibler på alle de steder, man oversætter med "Herren" på dansk.

## Kristendom

### Skikkelse
I Bibelen omtales, at intet menneske har set Gud. I 2. Mosebog 33:9-11 optræder han som en skysøjle, der stiger ned på jorden: "Når folket så skysøjlen stå i indgangen til teltet, rejste de sig alle sammen, og de kastede sig ned, hver i sin teltåbning. Og Herren talte med Moses ansigt til ansigt, som det ene menneske taler med det andet." Lige efter, i 33:20, siger Gud alligevel til Moses: "Du får ikke lov at se mit ansigt, for intet menneske kan se mig og beholde livet."
I 2. Mosebog forlyder det også, at Moses sammen med sin bror Aron, Nadab og Abihu og halvfjerds af Israels ældste "så Israels Gud. Under hans fødder var der som et flisegulv af safirer, så rent og klart som himlen selv. Disse fornemme israelitter...skuede Gud og spiste og drak."
I 4. Mosebog fortæller en vred Gud de to søskende Mirjam og Aron om sit forhold til deres yngre bror Moses:
Med ham taler jeg ansigt til ansigt,
ligefremt og ikke i gåder,
han får Herrens skikkelse at se.
Esajas så også Gud så nært, at han bemærkede den røde farve på Guds antræk, der ellers ikke nærmere beskrives:
"Hvorfor er din dragt så rød,
dine klæder som en, der træder persen?" Gud skal have svaret:
"Vinpersen trådte jeg alene,
ingen fra folkene var med mig.
Jeg trådte dem ned i vrede
og trampede på dem i harme,
så deres blod sprøjtede på mine klæder,
og jeg sølede min dragt helt til."
Endvidere står der i 1. Mosebog 1:27, at Gud skabte mennesket i sit eget billede.

### Den eneste
Gud forbød mennesker at have andre guder end ham selv, da han er den eneste sande gud. Dermed er kristendommen og de andre abrahamitiske religioner monoteistiske.

### Slægtskab
Gud Fader, Sønnen og Helligånden danner tilsammen Treenigheden i henhold til treenighedslærens tilhængeres opfattelse af Det Nye Testamente.
Der omtales også andre gudssønner i Gamle Testamente, heriblandt Satan, som senere blev regnet for en falden engel. "Gudssøn" er dog en titel, der bruges i flere forskellige sammenhænge, og man kan derfor ikke sætte entydigt lighedstegn mellem "engel" og "gudssøn".